# Rechneigrabenweiher
Der Rechneigrabenweiher ist ein innenstädtischer Teich in Frankfurt am Main in Hessen. Das im 19. Jahrhundert angelegte Stillgewässer mit einer Wasserfläche von etwa 0,8 Hektar liegt im Südosten der Wallanlagen, einem Ring aus Parks, die den Stadtteil Frankfurt-Innenstadt umgeben. Wegen seines stadtbildprägenden Charakters hat der Rechneigrabenweiher den Status einer denkmalgeschützten Wasserfläche.  Neben dem Bethmann-Weiher und dem Albert-Mangelsdorff-Weiher ist der Rechneigrabenweiher eines von drei Gewässern in den Wallanlagen.

## Lage und Geschichte

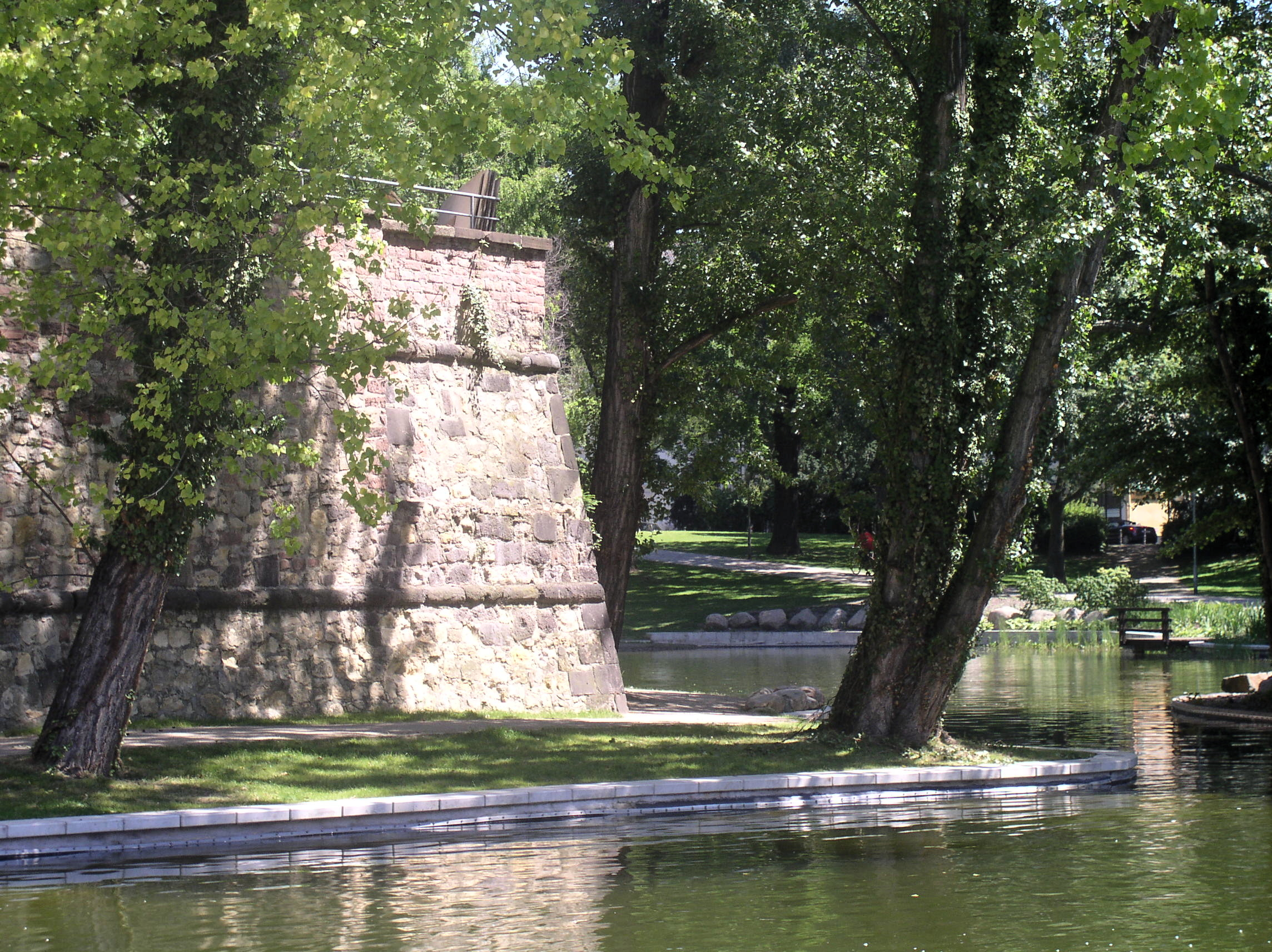
Rest der Stadtmauer am Nordwestufer

Der Teich in der zur Innenstadt gehörenden Obermainanlage entstand aus dem südöstlichen Wassergraben der Frankfurter Stadtbefestigung südlich des Allerheiligentors. Reste der Stadtmauer (am nordwestlichen und westlichen Ufer) sowie die nach deren Schleifung 1812 eingerichtete Obermainanlage (am nördlichen, östlichen und südlichen Ufer) grenzen bis in die Gegenwart unmittelbar an den Teich an. Das Gewässer ist circa 135 m lang und an seiner breitesten Stelle circa 60 m breit. Im nördlichen Teil des Teichs liegt eine kleine baumbestandene Insel, in der Mitte des größeren, südlichen Teils befindet sich eine hohe Wasserfontäne.
Am Südufer des Rechneigrabenweihers befindet sich die Grabstätte des Frankfurter Verwaltungsleiters Jakob Guiollett (1746–1815). Guiollett war von 1806 bis 1812  als Fürstlicher Commissarius bei dem hiesigen Festungsbau-Demolitions-Geschäfte im Auftrag von Fürstprimas Karl Theodor von Dalberg verantwortlich für die Beseitigung der Befestigungen und die Anlage der Wallanlagen. Als Dank für sein Werk wurde ihm als bisher einziger Person das Privileg einer Bestattung in den Anlagen gewährt.
Der Rechneigrabenweiher steht ebenso wie alle übrigen Landschaftselemente der Wallanlagen unter dem besonderen Schutz der Frankfurter Wallservitut, einer dem Landschaftsschutz gewidmeten Verordnung, die städtebauliche Eingriffe in diese Grünanlagen regelt, und die solche Eingriffe mit wenigen Ausnahmen verbietet.